# Hans Gedda

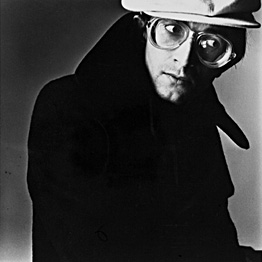
Självporträtt, 2012.

Hans Jörgen Gedda, född 8 juli 1942 i Flen, är en svensk fotograf. 
Hans Gedda var assistent hos Rolf Winquist, vars studio han drev i två år efter dennes bortgång. Han har uppmärksammats för sina okonventionella porträtt på offentliga och betydande personer inom kultur- och samhällslivet. Han har fotograferat bland andra Nelson Mandela, Olof Palme, Andy Warhol, Jimi Hendrix, Monica Zetterlund, Margaretha Krook och Carl XVI Gustaf. 
Hans Gedda arbetar även med dokumentära projekt samt reklamfotografi och egna stilleben och har haft flera utställningar både i Sverige och utomlands. Han är representerad bland annat på Moderna museet och Nationalmuseum.
Han har gett ut böckerna Nuets ikoner, Cirkus och And God created man och har belönats med bland annat World Press Photo och Årets bild. 2012 visades filmen "Geniet från Flen" på Sveriges Television. Filmen som regisserades av Charlie Drevstam målar upp ett avslappnat porträtt av en av våra stora bildkonstnärer.